# Schéma des lignes 6c, 6d et 6k (CFL)
Cette page est une annexe aux articles Ligne 6c (CFL), ligne 6d (CFL) et ligne 6k (CFL).
| LSTR |

| SHI1r |

| vBHF-KBHFa |

| LSTR+l | LSTRq | vSTRr-SHI1r |  |  |

| SKRZ-Ao | RAq | SKRZ-Au |  |  |

| ABZg+l | STRq | ABZg+r | num1r |  |

| LSTR | num2a | STR |  |  |

| eDST |

| WASSERq | hKRZWae | WASSERq |

| BHF |

| WASSERq | hKRZWae | WASSERq |

| SPLa |

| vBHF |

| 7,981 |
| 0,000 |

| vÜSTl |

| num3l | vSTR | num4r |

| STR+l | vSTRr-SHI1r |  |

| LSTR | eABZg+l | exKBSTeq |

| LSTR | ABZg+nl | nKBSTeq |

| STR | KBHFxe |  |

| eTUNNEL1 | exLSTR |  |

| KDSTe | exLSTR |  |

| lGRZ+r | exSTR |  |

| GRZ | exBHF |  |

| lGRZl | GRZq | GRZq |

| exLSTR |

## Sources
- Administration des chemins de fer, « Réseau ferré luxembourgeois - Document de référence du réseau : Édition 2021 - version 2.0 » [PDF], sur acf.gouvernement.lu, Luxembourg, Ministère de la Mobilité et des Travaux publics, 26 novembre 2020 (consulté le 28 août 2021), p. 1-79 (92 à 170 du PDF)..
- « Ligne Tétange - Langengrund / [Kirchberg] », sur rail.lu (consulté le 3 avril 2022).
- Google Maps (consulté le 8 juillet 2018), permettant de consulter les images satellitaires de la ligne et de son environnement.